# Édouard Riou
Édouard Riou (2. prosince 1833 Saint-Servan, Ille-et-Vilaine – 27. ledna 1900 Paříž) byl francouzský malíř a ilustrátor.

## Život a dílo

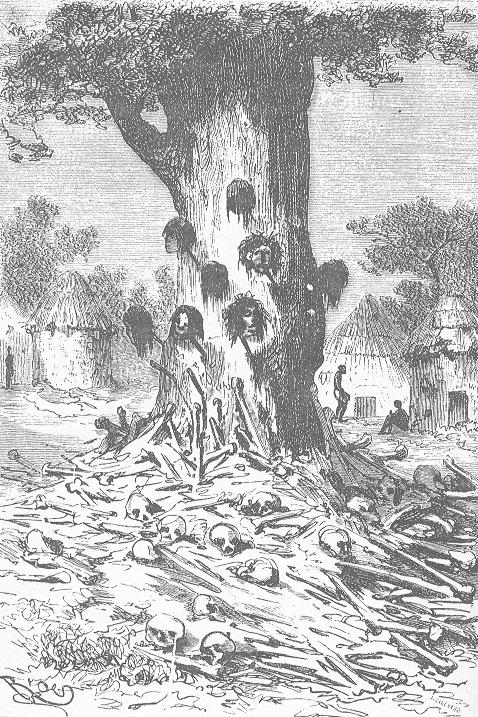
Strom kanibalů, ilustrace Édouarda Rioua k románu Julese Verna Pět neděl v balóně z roku 1863).

Riou byl žákem významného předchůdce impresionismu Charlese-Françoise Daubignyho a své první práce představil roku 1859 (šlo především o scény z Fontainebleau a obrazy s orientálními motivy). Uplatnil se však především jako ilustrátor, a to zejména prvních románů francouzského spisovatele Julese Verna vydávaných nakladatelem Pierrem-Julesem Hetzelem v rámci cyklu Podivuhodné cesty. Jde o tato Vernova díla:
- Pět neděl v balóně (1863), společně s Henri de Montautem.
- Dobrodružství kapitána Hatterase (1864–1866), společně s Henri de Montautem
- Cesta do středu Země (1864),
- Děti kapitána Granta (1867–1868),
- Dvacet tisíc mil pod mořem (1869–1870), společně s Alphonsem de Neuvillem
- Chancellor (1875).

Dále se Riou společně s Hubertem Clergetem (1818–1889) podílel svými kresbami na výtvarné stránce Ilustrovaného zeměpisu Francie z roku 1866 (díla započatého profesorem Théophilem Lavalléem, které po jeho smrti na žádost nakladatele Hetzela Jules Verne dokončil) a společně s Léonem Benettem, Henrim Meyerem a Julesem Fératem ilustroval Vernovu knihu divadelních her Cesty na divadle z roku 1881.
Kromě knih Julese Verna ilustroval Riou například vydání románu Waltra Scotta Ivanhoe z roku 1880 nebo románu Alexandra Dumase staršího Hrabě Monte Cristo z roku 1887.
Édouard Riou zemřel roku 1900 v Paříži jako nositel Řádu čestné legie.